# Plomin Luka

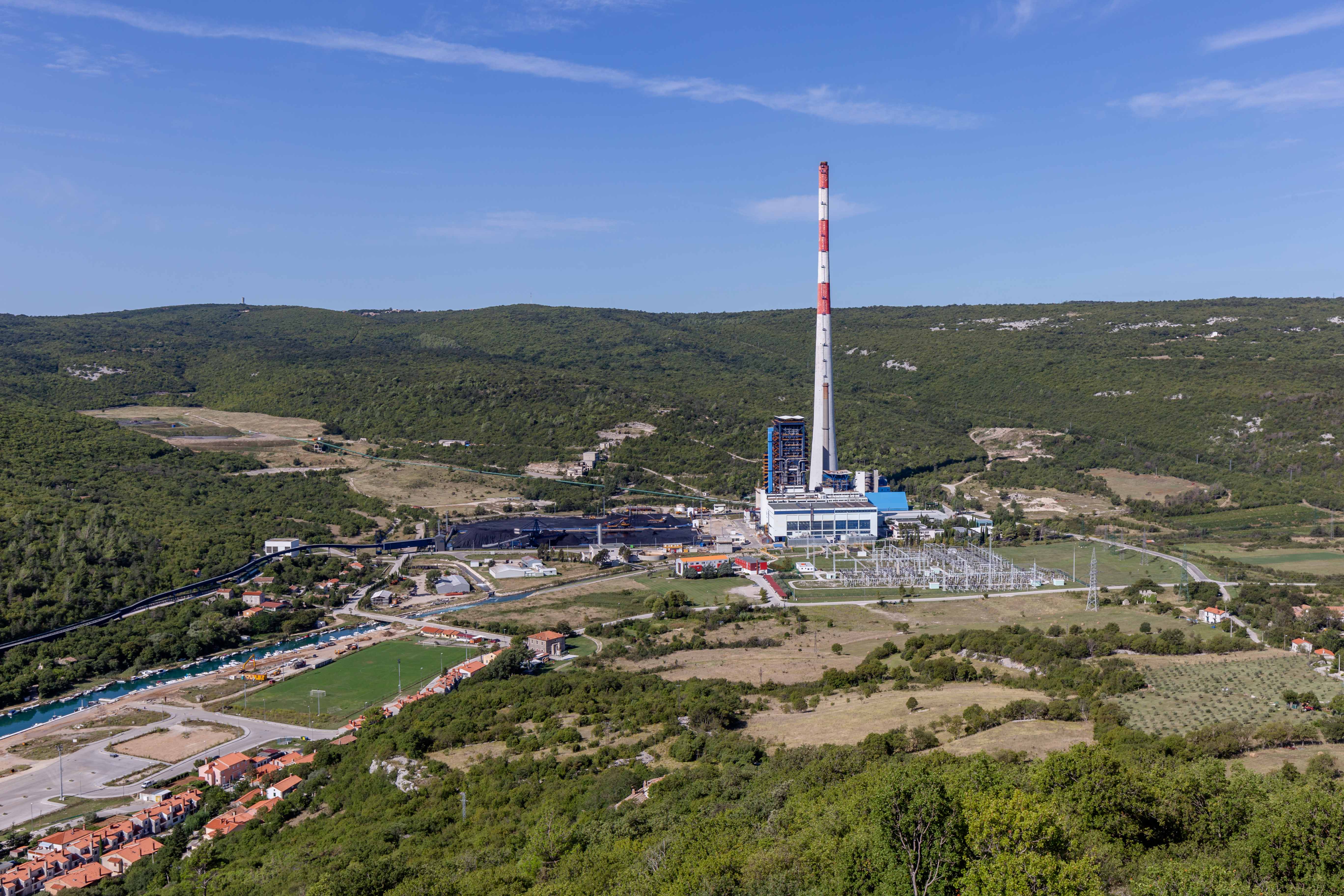
Tepelná elektrárna u Plomin Luky

Plomin Luka (italsky Porto Fianona, do roku 1971 Plomin-Luka, mezi lety 1880 a 1910 Porto) je vesnice a přímořské letovisko v Chorvatsku v Istrijské župě, spadající pod opčinu Kršan. Nachází se asi 5 km jihovýchodně od Kršanu a asi 26 km jihovýchodně od Pazinu. V roce 2011 zde trvale žilo 173 obyvatel.
Sousedními vesnicemi jsou Plomin a Vozilići.